# Gustav Behrendt
Karl Gustav Behrendt (* 24. Januar 1859 in Wanzleben; † 19. April 1912 in Berlin) war ein deutscher Verwaltungsjurist. Zuletzt war er Präsident der Eisenbahndirektion Berlin.

## Leben
Behrendt studierte Rechtswissenschaft an der  Friedrichs-Universität Halle. 1877 wurde er mit Heinrich Robolski Mitglied des Corps Guestphalia Halle, in dem er sich als Consenior bewährte. 1881 wurde er Referendar im Oberlandesgerichtsbezirk Naumburg, 1886 Gerichtsassessor. Nach einer Beschäftigung beim Amtsgericht Wanzleben wurde er zunächst zum Auswärtigen Amt beurlaubt, ehe er 1891 zur Staatseisenbahnverwaltung übertrat. Behrendt war Hilfsarbeiter bei der Eisenbahndirektion in Köln und ab 1892 beim Eisenbahnbetriebsamt (Stadt- und Ringbahn) in Berlin. Im Zuge der Reorganisation der Eisenbahnbehörden zum 1. April 1895 wurde er Regierungsrat und Mitglied der Eisenbahndirektion in Berlin, im Juni 1898 Geheimer Regierungsrat und Vortragender Rat im Reichseisenbahnamt. Im Juni 1903 wurde er mit der Wahrnehmung der Geschäfte als Oberregierungsrat bei der Eisenbahndirektion in Berlin beauftragt und zum 1. Oktober 1904 zum Präsidenten der Eisenbahndirektion ernannt. Im September 1910 wechselte er als Ministerialdirektor ins Ministerium der öffentlichen Arbeiten.
Behrendt starb als  Wirkl. Geh. Oberregierungsrat im Krankenhaus Bethanien in Berlin nach einer Operation.